# David H. Levy
David H. Levy   (Montreal, 22 de maig de 1948) és un astrònom quebequès i escriptor científic conegut pel descobriment del cometa Shoemaker-Levy 9, que va col·lidir amb el planeta Júpiter el 1994.
Levy va néixer a Mont-real, però actualment viu a Nou Mèxic (Estats Units). Levy ha descobert 21 estels, de forma independent o amb Carolyn i Eugene Shoemaker, i ha escrit al voltant de 30 llibres, la majoria de temàtica astronòmica.
Entre els estels periòdics co-descoberts s'inclouen 118P/Shoemaker-Levy, 129P/Shoemaker-Levy, 135P/Shoemaker-Levy, 137P/Shoemaker-Levy, 138P/Shoemaker-Levy, 145P/Shoemaker-Levy. L'asteroide (3673) Levy va ser anomenat en el seu honor.